# Google Llibres
Google Llibres o Google Books és la biblioteca virtual de Google, amb centenars de milers de llibres digitalitzats totalment o parcialment consultables en línia, que inclou la digitalització de fons de la Biblioteca de Catalunya i altres quatre biblioteques catalanes (Biblioteca de l'Abadia de Montserrat, de l'Ateneu Barcelonès, del Centre Excursionista de Catalunya i Biblioteca Pública Episcopal de Barcelona).

## Antecedents
Google Print neix al desembre de 2003 (encara que l'anunci oficial no es va realitzar fins a octubre de 2004) amb la idea inicial de digitalitzar tots els llibres publicats, indexar-los i permetre la seva recuperació. El 2005 es va canviar el nom a Google Books Search, segons Lackie (2008) per evitar la confusió de molts usuaris que pensaven que podien imprimir els documents que trobaven. D'aquesta manera quedaven més clares les seves funcionalitats de cerca al text complet dels llibres. Finalment, s'ha quedat a Google Books (Google Llibres, en espanyol; Google Llibres, en català). El projecte de Google no és del tot nou. Amb anterioritat ja existia el projecte Gutenberg, iniciat el 1971, o Internet Archive, de 1996. Més tard van aparèixer, Million Book Project, dedicat a la digitalització de publicacions índies i xineses, Europeana i també l'Open Library -creada per Internet Archive- amb 1,2 milions de llibres a text complet en accés obert. Com es pot comprovar, hi ha nombrosos projectes. El que passa és que tenen unes dimensions més aviat reduïdes comparades amb la típica visió global de Google, no inclouen obres en distribució comercial, i que tampoc presenten les facilitats de navegació i lectura de Google Books.

## Funcionament
Google Llibres (conegut abans com a Google Book Search i Google Print) és un servei de Google que cerca en el text complet de llibres i revistes que Google digitalitza, converteix el text mitjançant el reconeixement òptic de caràcters (OCR) i emmagatzema en les seves bases de dades digitals. El servei era conegut com a Google Print quan es va presentar a la Fira del Llibre de Frankfurt de 2004. El Projecte de Biblioteques de Google va ser presentat el desembre de 2004.
Des de la cerca de Google Llibres s'accedeix a una interfície en la qual l'usuari pot veure el llibre seleccionat. Els llibres en domini públic estan disponibles en vista completa i es poden descarregar lliurement. En el cas dels llibres que no estan en domini públic el text complet continua sent cercable, però la visualització es restringeix a una visió parcial d'un nombre de pàgines predeterminades o fins i tot a una visió de fragment, de dues o tres línies de text. La interfície també ofereix informació diversa sobre el llibre com ara títol, autor, editor, biblioteca de la qual prové, etc.

## Acords amb editors i biblioteques
a) Acords amb editorials
Es porta a terme a través del denominat "Programa de socis" al qual s'han adherit fins ara unes 20.000 editorials de tot el món. Aquestes empreses, al seu torn, o bé proporcionen versions en PDF dels seus llibres, o bé els envien en format ja imprès a Google i aquest últim és llavors qui els digitalitza utilitzant una tecnologia pròpia que inclou un sistema de reconeixement òptic de caràcters. Addicionalment, els autors que posseeixen drets d'explotació sobre les seves obres poden participar en el "Programa de socis" en les mateixes ccondicions que una editorial. De fet, Google considera els autors i editors indistintament com segells editorials. Tota la gestió per part de les editorials (i autors) es realitza mitjançant una espècie de tauler de comandament que els permet controlar amb tot detall els aspectes de la seva afiliació a Google Books.
b) Acords amb biblioteques
Es duen a terme a través de l'anomenat "Projecte per a Biblioteques". Es tracta d'un acord en el qual predominen les biblioteques universitàries, tot i que també es poden trobar algunes biblioteques nacionals i públiques. En aquest cas, Google es fa càrrec de la digitalització de les col·leccions de llibres de les biblioteques associades de manera que la informació corresponent a aquestes obres queda accessible a través de Google Books per a usuaris de tot el món. Tot i el soroll mediàtic causat per aquest programa específic, actualment Google Books informa d'un reduït nombre d'acords en la pàgina oficial sobre el programa: 20 biblioteques en total, dues de les quals són espanyoles (Universitat Complutense de Madrid i Biblioteca de Catalunya). És clar que totes i cadascuna d'aquestes biblioteques són de primeríssim nivell, ja que entre elles hi ha les d'universitats com Columbia, Harvard, Califòrnia, Oxford, Stanford i altres d'importància semblant.

## La cerca
La consulta, fins i tot en l'opció avançada, ofereix un conjunt relativament limitat de possibilitats, articulades en dos grups d'opcions molt semblants a la recerca de pàgines web. En primer lloc, presenta la possibilitat de fer cerques booleanes de manera assistida; i, en segon lloc, presenta la possibilitat de fer cerques restringides per camps (idioma, títol, autor, editor, data, ISBN, ISSN). En la versió anglesa, també s'inclou l'opció d'acotació per temàtica ("Subject") per a la qual s'utilitzen els encapçalaments de la Book Industry Standards and Communications (BISAC), que disposa de 3.000 entrades.
D'altra banda, és possible restringir els resultats al domini públic, seleccionar el tipus de vista (vista completa, vista restringida) o el tipus de document (revista, llibre).Un dels apartats més negatius és que han desaparegut algunes opcions que havien estat disponibles anteriorment, com la possibilitat d'exportar referències de forma automàtica a gestors de bases de dades en línia com RefWorks.

## Tipus de documents
a) Obres amb drets reservats i en distribució comercial. Són del mateix tipus que les que es poden adquirir en una llibreria (o en llocs de comerç electrònic com Amazon).
b) Obres que han passat al domini públic per haver transcorregut un determinat nombre d'anys després de la mort de l'autor (i per tant han caducat els drets d'explotació). Són la via per la qual han adquirit aquesta condició la major part de les obres de domini públic.
c) Obres de domini públic alliberades a través de llicències tipus Creative Commons. És un cas especial de domini públic. Són obres modernes que estan disponibles per a baixar en format PDF. De vegades hi ha una versió impresa a la venda.
d) Obres amb tots els drets reservats i sense distribució comercial.En general es tracta d'obres descatalogades per les editorials, però en ser obres recents o de les que encara no han transcorregut un determinat nombre d'anys des de la mort dels autors, els titulars retenen tots els seus drets.

## Participants en el Projecte de Biblioteques de Google Llibres
El nombre de participants en el projecte ha anat creixent des de l'inici del projecte.

### Membres fundadors
- Harvard University[5]
- University of Michigan[6]
- New York Public Library[7]
- University of Oxford[8]
- Universitat Stanford[9]

#### Membres incorporats posteriorment
- Bavarian State Library[10]
- Biblioteca de Catalunya[11]
- Columbia University[12]
- Committee on Institutional Cooperation[13]
- Cornell University[14]
- Ghent University[15]
- Keio University[16]
- Universitat de Princeton[17]
- Universidad Complutense de Madrid[18]
- University of California[19]
- University of Lausanne[20]
- University of Texas at Austin[21]
- University of Virginia[22]
- University of Wisconsin–Madison[23]